# Gastronomia d'Islàndia
La gastronomia islandesa és l'expressió de l'art culinari desenvolupat a Islàndia i té com a elements principals el peix, el xai i els lactis, amb una influència danesa i noruega. Com a ingredients bàsics, s'utilitzen sovint xai, bacallà, eglefí, escamarlans, salmó, caviar, tauró de Groenlàndia, skyr, truita àrtica i perdiu blanca.

## Plats típics

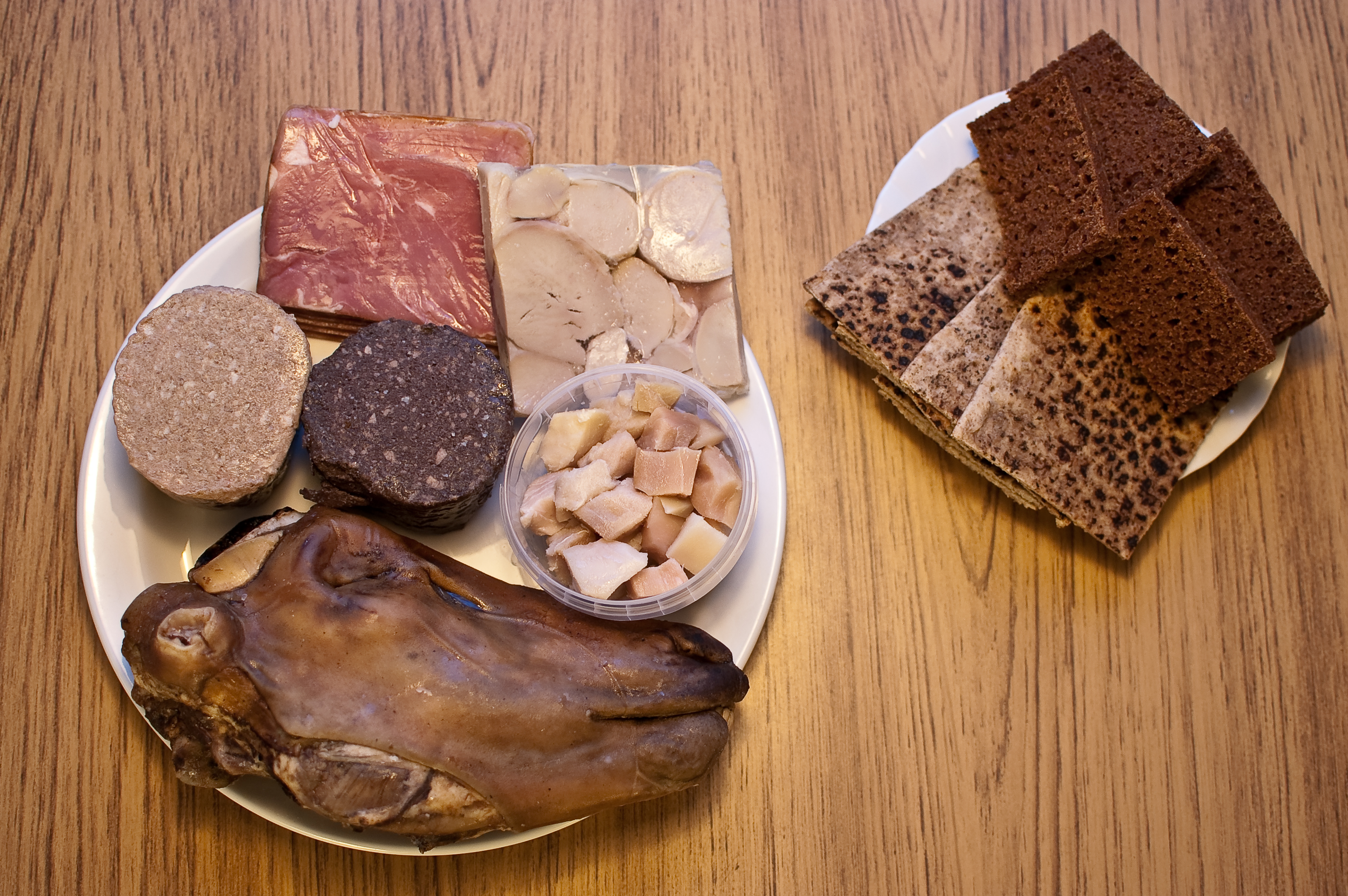
Alguns dels aliments tradicionals islandesos (plat a l'esquerra: hangikjöt, hrútspungar, lifrarpylsa, blóðmör, hákarl, svið; plat a la dreta: rúgbrauð, flatbrauð)

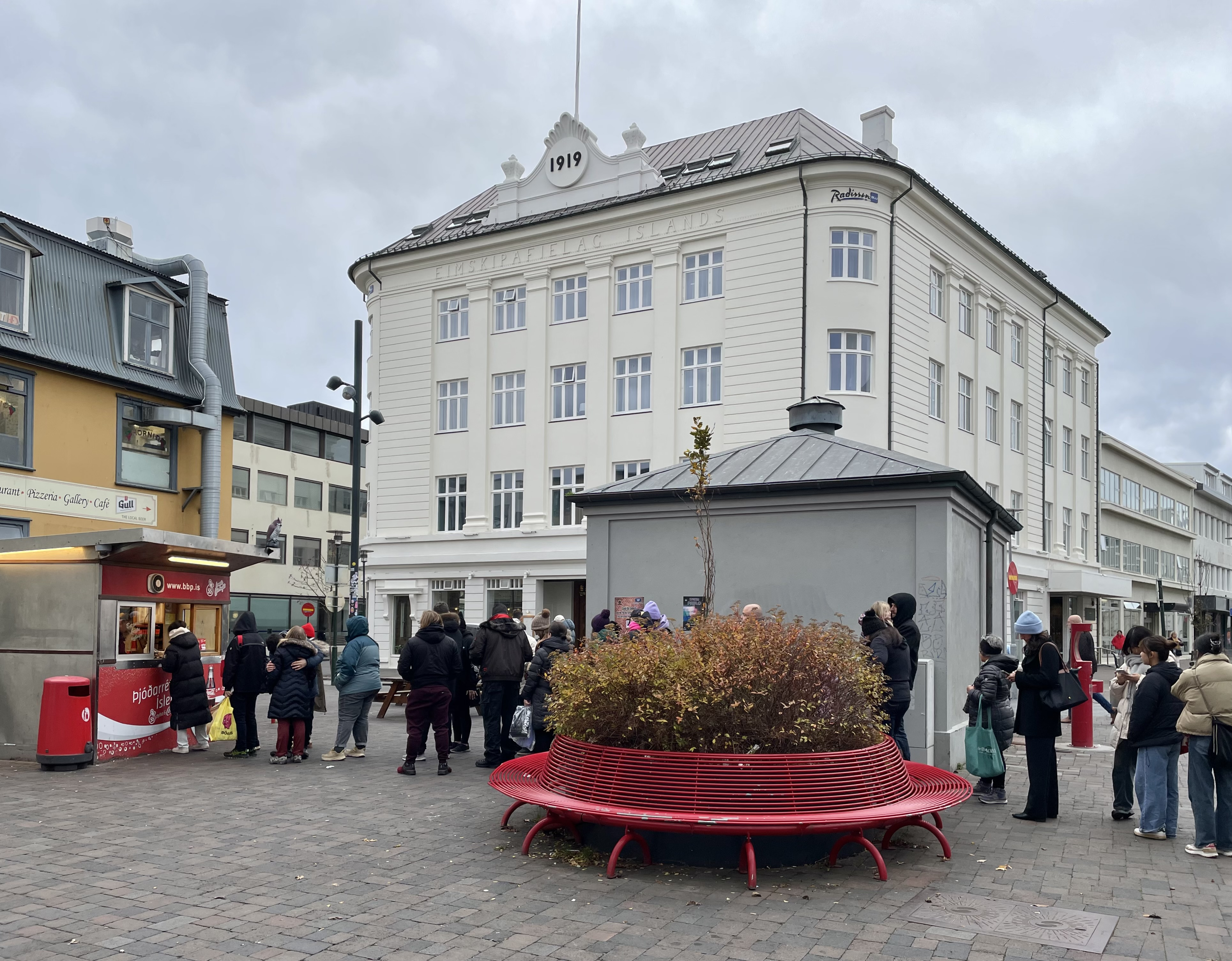
Els gossos calents són populars a Islàndia. Aquest estand de Reykjavík és famós i la gent fa cua.

El Þorramatur (menjar de Þorri) és un dels plats més populars. És una selecció de plats tradicionals islandesos, que es mengen els primers tres mesos de l'any, com a homenatge a la cultura antiga. El Þorramatur consisteix principalment en productes de carn i peix, processats de manera tradicional, tallats a rodanxes o trossos, servits acompanyats de rúgbrauð (un tipus de pa de sègol) amb una mica de mantega i brennivín, una mena de brandi tradicional.
Entre els plats de þorramatur trobem:
- Kæstur hákarl, tauró fermentat.[9][6]
- Súrsaðir hrútspungar, testicles de xai premsats en blocs, bullits i curats en àcid làctic.[6]
- Svið, caps d'ovella escaldats i bullits, de vegades tractats amb àcid làctic.[2][4][6]
- Sviðasulta, embotit obtingut a partir de l'svið, de vegades tractat amb àcid làctic.[4][6]
- Lifrarpylsa (literalment 'embotit de fetge'), elaborat amb fetge i saïm d'ovella barrejats amb farina de sègol i civada.[2][6]
- Blóðmör ('sang-saïm', també conegut com slátur, literalment matança), és un tipus de botifarró negre fet de sang i saïm de xai i barrejat amb farina de sègol i civada.[2][6]
- Harðfiskur, peix sec[6] (sovint bacallà, eglefí o peix llop), servit amb mantega.[10]
- Rúgbrauð (literalment 'pa de sègol'), el pa negre tradicional islandès cuit a les aigües termals.[11]
- Hangikjöt, (literalment 'carn penjada'), anyell o xai fumat i bullit; de vegades també es menja cru.[2][6]
- Lundabaggi, lloms d'ovella embolicats amb carn obtinguda dels flancs, premsats i conservats en àcid làctic.
- Selshreifar, aletes de foca tractades amb àcid làctic.
- Súr Hvalur, greix de balena marinada amb llet agra.
- Rófustappa, naps triturats.

Els islandesos consumeixen peix i marisc capturat a les aigües de l'oceà Atlàntic nord. El peix fresc es pot menjar durant tot l'any. Els islandesos mengen principalment eglefí, solla, fletán, arengada i gambes. A part del hákarl ('tauró'), entre els plats de peix i marisc hi ha la sopa de llamàntol (humarsúpa), de cranc o de marisc (sjávarréttasúpa); el fiskibollur, costelles de peix fregides que semblen pancakes de formatge; i el gravlax, salmó marinat amb anet.
Típic de l'illa és l'skyr, un producte lacti elaborat a base de iogurt que es consumeix sense afegir-hi res o amb fruita. També es pot utilitzar per preparar batuts.
A l'illa es produeix un brandi (brenniví), també anomenat mort negra. Es beu especialment quan es consumeix hákarl, per contrarestar la forta olor a amoníac que desprèn.
Entre les postres tradicionals de l'illa es troben la vínarterta, un pastís amb melmelada de prunes i cardamom, i els kleina, uns pastissets fregits semblants als zeppole italians.